# Vlastimil
Vlastimil  è un nome proprio di persona ceco maschile.

## Varianti
- Femminili: Vlastimila[1]
  - Ipocoristici: Vlasta[1]

## Origine e diffusione
È composto dai termini slavi vlasti ("governo", "dominio") e milu ("grazioso", "caro").

## Onomastico
È un nome adespota, in quanto non esistono santi chiamati così. L'onomastico si festeggia dunque il 1º novembre, giorno di Ognissanti.

## Persone

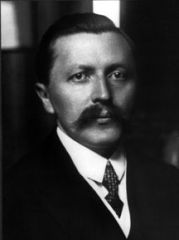
Vlastimil Tusar

- Vlastimil Bubník, hockeista su ghiaccio e calciatore cecoslovacco
- Vlastimil Daníček, calciatore ceco
- Vlastimil Havlík, cestista cecoslovacco
- Vlastimil Hort, scacchista tedesco
- Vlastimil Karal, calciatore ceco
- Vlastimil Košvanec, pittore e illustratore ceco
- Vlastimil Lada-Sázavský, schermidore ceco
- Vlastimil Petržela, calciatore e allenatore di calcio ceco
- Vlastimil Stožický, calciatore ceco
- Vlastimil Tusar, politico e giornalista cecoslovacco